# Ammophila dantoni
Ammophila dantoni là một loài côn trùng cánh màng trong họ Sphecidae, thuộc chi Ammophila. Loài này được Roth in Nadig miêu tả khoa học đầu tiên năm 1933.